# Aéroport international de Phú Bài
Pour les articles homonymes, voir HUI.
L'aéroport de Phú Bài (code IATA : HUI • code OACI : VVPB) est un aéroport desservant la ville ancienne de Hué, au centre du Viêt Nam. Il y a des vols entre cet aéroport, Hô Chi Minh-Ville, anciennement Saïgon (Aéroport international de Tân Sơn Nhất), et Hanoï (Aéroport international de Nội Bài).
En 2005, 400 000 passagers utilisèrent l'aéroport, le quatrième du Viêt Nam. Il possède une piste en béton de 2 700 × 45 m, capable d'accueillir des avions moyens comme A320, A321 ou B767. Selon une décision récente du premier ministre vietnamien, cet aéroport sera agrandi pour devenir un aéroport international, reliant Macao, Luang Prabang et Siem Riev dans un avenir proche. Avec la croissance actuelle des passagers dans cet aéroport, l'administration vietnamienne des aéroports a prévu un trafic d'un million de passagers en 2010.

## Situation

### Carte des aéroports du Viêtnam
| Vân Đồn (2018) Thọ Xuân Chu Lai Liên Khuong Đà Nẵng Hải Phòng Cat Bi Hanoï Saïgon Nha Trang Phú Quốc Vinh Buôn Ma Thuôt Cà Mau Côn Đảo Đồng Hới Pleiku Phù Cát Phú Bài Rach Gia Nà Sản Đông Tác Vũng Tàu Cần Thơ Diên Biên Phu Quảng Trị |

## Compagnies et destinations
| Compagnies       | Destinations                                         |
| ---------------- | ---------------------------------------------------- |
| Bamboo Airways   | Hanoï-Nội Bài                                        |
| Hai Au Aviation  | Đà Nẵng                                              |
| Jetstar Pacific  | Đà Lạt-Liên Khuong, Hô Chi Minh Ville (Tân Sơn Nhất) |
| VietJet Air      | Hanoï-Nội Bài, Hô Chi Minh Ville (Tân Sơn Nhất)      |
| Vietnam Airlines | Hanoï-Nội Bài, Hô Chi Minh Ville (Tân Sơn Nhất)      |

Édité le 29/05/2020